# Troca Rápida de Ferramentas
Troca Rápida de Ferramentas é um método de otimizar a produção em linha de montagem industrial, utilizado para analisar e reduzir significativamente o tempo de trocas e ajustes entre produções diferentes. A forma de se mensurar este tempo é baseado entre a última peça boa de um lote e a primeira peça boa do próximo lote de produção.
O sistema de Troca Rápida de moldes das prensas foi criado por Taiichi Ohno funcionário da Toyota.
Na produção em massa os moldes permaneciam nas prensas de 2 a 3 meses porque a sua troca levara aproximadamente um dia inteiro. Taiichi Ohno criou métodos e procedimentos que levaram essa prática a durar apenas 3 minutos.

## Etapas
O processo de troca rápida se subdivide em oito etapas:
- Documentar cada elemento;
- Separar atividades internas e externas;
- Converter atividades internas em externas;
- Identificar atividades paralelas;
- Dinamizar atividades internas e externas;
- Selecionar idéias para a implementação;
- Testar/verificar o novo procedimento;
- Documentar os procedimentos nas folhas de processo.